# Zalíbené
Zalíbené (dříve též Zalíbený) je malá vesnice, část obce Studnice v okrese Chrudim. Nachází se 2,5 km na jih od Studnic. V roce 2009 zde bylo evidováno 22 adres. V roce 2001 zde trvale žilo 16 obyvatel. Východně od osady protéká potok Valčice, který je levostranným přítokem řeky Chrudimky.
Obec Zalíbené je cílem cesty i tužeb putujícího učitele Ondřeje Klepetka v černohumorné povídce Káča od K. V. Raise, publikované ve sbírce Káča a jiné obrázky z roku 1906.
Zalíbené je také název katastrálního území o rozloze 1,17 km2.

## Další fotografie

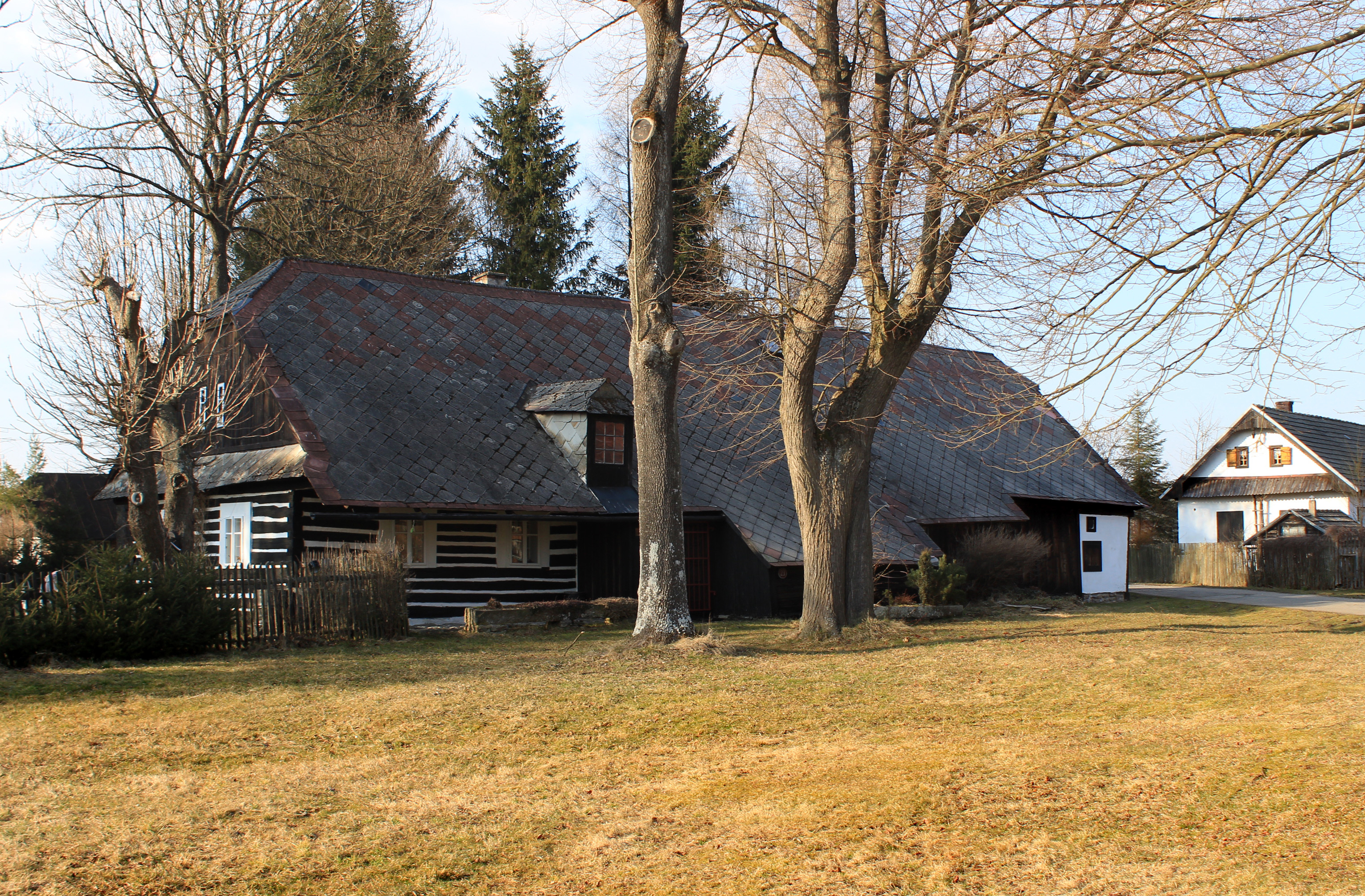
Roubenka u malé návsi
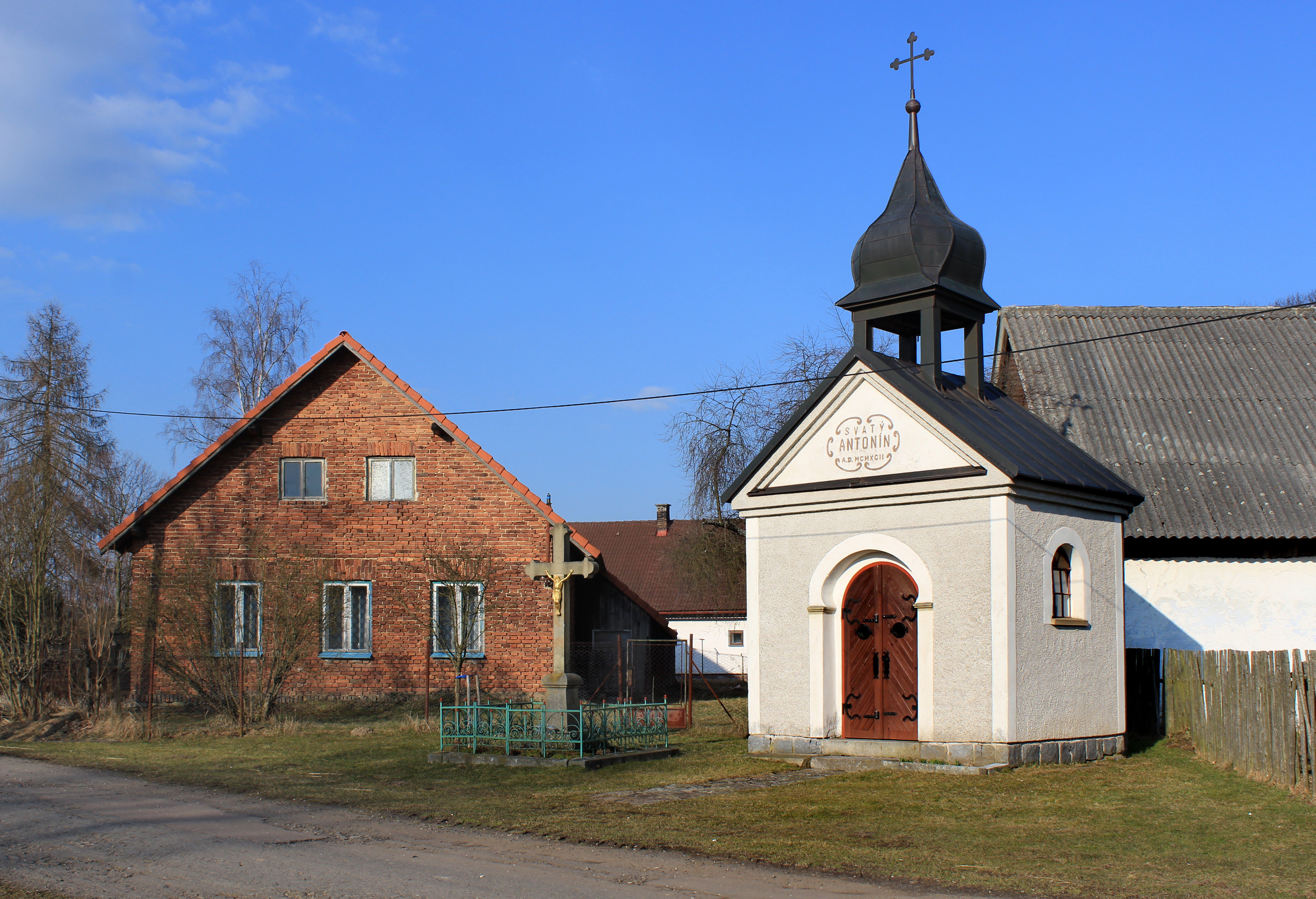
Kaple sv. Antonína
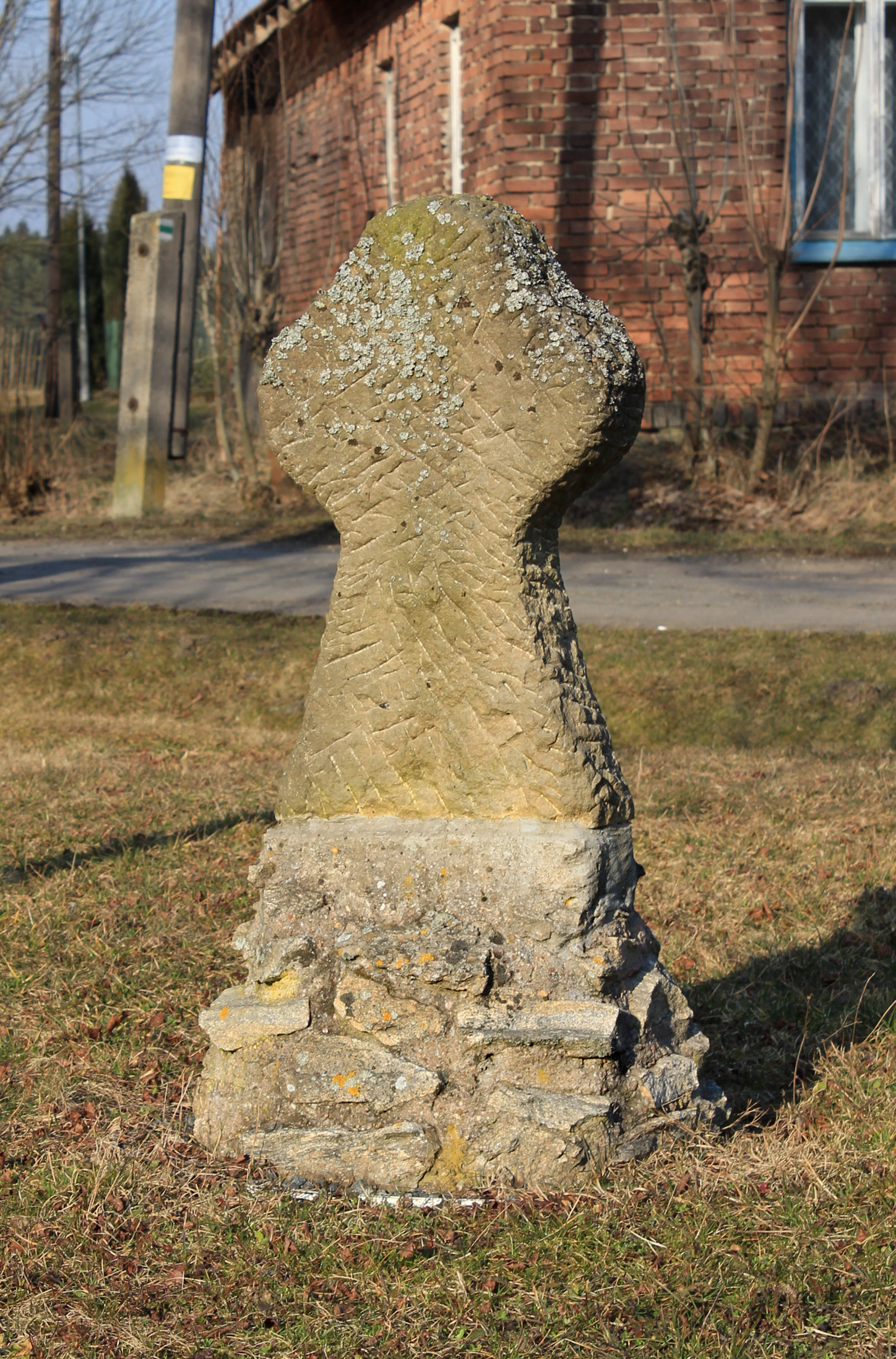
Smírčí kříž u kaple